# Jacopo da Diacceto
Jacopo Cattani da Diacceto (Firenze, 1494 – Firenze, 7 giugno 1522) è stato un letterato e scrittore italiano.

## Biografia
Assiduo frequentatore delle riunioni dell'Accademia neoplatonica agli Orti Oricellari, ordì una congiura contro l'allora governatore di Firenze cardinale Giulio de' Medici nel 1522  con Zanobi Buondelmonti e Luigi Alamanni. I tre si ritrovavano spesso anche al palazzo Buondelmonti presso il Duomo.
Scoperta la congiura venne imprigionato dagli Otto di Balìa e decapitato nel cortile del Bargello lo stesso anno.
A Firenze gli è stata dedicata una via nei pressi della stazione di Santa Maria Novella.